# Legat papieski
Legat papieski – przedstawiciel Stolicy Apostolskiej, delegowany przez papieża w celu prowadzenia, kształtowania i kontroli polityki kościelnej w danym kraju. 
W średniowieczu legat papieski oprócz reprezentowania Stolicy Apostolskiej zajmował się przeciwdziałaniem herezji. Legatów nie ograniczała lokalna władza sądownicza - odpowiadali bezpośrednio przed papieżem. Każdy z nich posiadał wykształcenie pod względem teologii oraz zarówno prawa kanonicznego jak i cywilnego, dlatego stanowili silną linię obronną przeciwko zyskującej popularność w Europie herezji katarskiej.
W Polsce legaci papiescy oprócz prowadzonej działalności, wpływali na politykę państwową, niekoniecznie z korzyścią dla Polski. Po rozmowie z legatem Jan Długosz powiedział, że poprzedni legat sam zapalił wojnę, dla której stłumienia był przysłany i Stolica Apostolska z jego działania więcej ohydy niż zaszczytu odniosła.
Na południu Francji początkowo, tj. w drugiej połowie XII w. działalność inkwizycyjna legatów powierzona została cystersom, którzy wędrowali głosząc naukę Kościoła i tocząc publiczne dysputy z heretykami. Ponieważ legaci cysterscy nie byli w stanie skutecznie przeciwdziałać rozprzestrzenianiu się ruchu katarskiego – często też padali ofiarami zamachów ze strony katarów – papieże zaczęli wyznaczać na legatów członków świeżo powstałego zakonu dominikanów.
Pierwszy legat papieski w Niemczech pojawił się w 1231 roku dla wspomagania miejscowych biskupów w zwalczaniu heretyków.
Rodzaje legatów papieskich:
- Legatus a Latere - legat "od boku" (papieża) - tytuł nadawany kardynałowi który jako specjalny wysłannik (missus specialis) papieża reprezentuje biskupa Rzymu na uroczystościach lub innych zgromadzeniach i wypełnia zlecone mu zadania.
- Legatus natus - legat "urodzony" - tytuł obecnie wyłącznie honorowy, nadawany dawniej biskupom ważniejszych diecezji. Tytuł noszony przez biskupów m.in. Kolonii, Salzburga, czy wreszcie, od 1515 prymasów Polski
- Legatus  missus - legat "posłany" - duchowny, pełniący stałą misję, a więc nuncjusz, delegat apostolskim itd.

Współcześnie legaci pełnią papieskie poselstwo albo przy lokalnych Kościołach albo przy kościołach, państwach i rządach cywilnych. Gdy pełnią poselstwo tylko przy lokalnych Kościołach nazywają się delegatami apostolskimi. Gdy do poselstwa o charakterze kościelnym i religijnym dochodzi funkcja utrzymywania kontaktów dyplomatycznych z państwami i rządami, wtedy legaci – zgodnie z protokołem dyplomatycznym – otrzymują nazwę nuncjuszy, pronuncjuszy lub internuncjuszy.
- Nuncjusz apostolski - przedstawiciel dyplomatyczny Stolicy Apostolskiej, który należy do grona ambasadorów z prawem pełnienia funkcji dziekana korpusu dyplomatycznego.
- Pronuncjusz - przedstawiciel dyplomatyczny, który nie ma prawa do funkcji dziekana, ale należy do grona ambasadorów. Obecnie nie używa się już tytułów pronuncjusz.
- Internuncjusz apostolski - przedstawiciel dyplomatyczny, który nie należy do grupy ambasadorów, ale jest zaliczany do rzędu legatów nadzwyczajnych lub urzędników posiadających pewne pełnomocnictwa. W ostatnich dziesięcioleciach klasa internuncjuszy przestała być stosowana w praktyce.